# Nova Suécia
Nova Suécia (em sueco: Nya Sverige) foi uma pequena colónia sueca ao Rio Delaware na costa oriental da América do Norte durante o século XVII que incluía partes dos atuais estados de Delauare, Nova Jérsei e Pensilvânia. Foi fundada em 29 de março de 1638 pelo explorador holandês Peter Minuit, enviado pelo rei da Suécia. O principal povoado da colónia era Forte Cristina, assim chamado em homenagem à Rainha Cristina da Suécia. Uns centos de colonos residiam na área nesse ano, cerca de uma metade finlandeses, Finlândia sendo governada por Suécia ao tempo. Depois, este povoado converter-se-ia na actual cidade de Wilmington, no estado de Delaware. Outras zonas onde se estabeleceram colonos suecos foram o sudeste da Pensilvânia e o sudoeste de Nova Jersey. A economia da Nova Suécia estava baseada na agricultura e no comércio de peles.
Lado a lado, com os colonos suecos viviam mais de 10 000 índios da tribo Lenape. A convivência inicial parece ter sido pacífica. Todavia, estes habitantes nativos da região sofreram enormes baixas com as doenças da varíola e do sarampo, trazidas da Europa. Mais tarde, foram também expulsos em grande número dos seus terrenos tradicionais.
O controlo sueco sobre a região durou apenas 17 anos, já que em Setembro de 1655, sob a direcção do governador Johan Risingh, a Nova Suécia foi atacada pela vizinha colónia neerlandesa dos Novos Países Baixos, e foi anexada a esta última. Finalmente, a região inteira tornou-se parte do Império Britânico quando foi invadida por uma frota inglesa em 1664.